# 約翰·塞巴斯蒂安·米勒

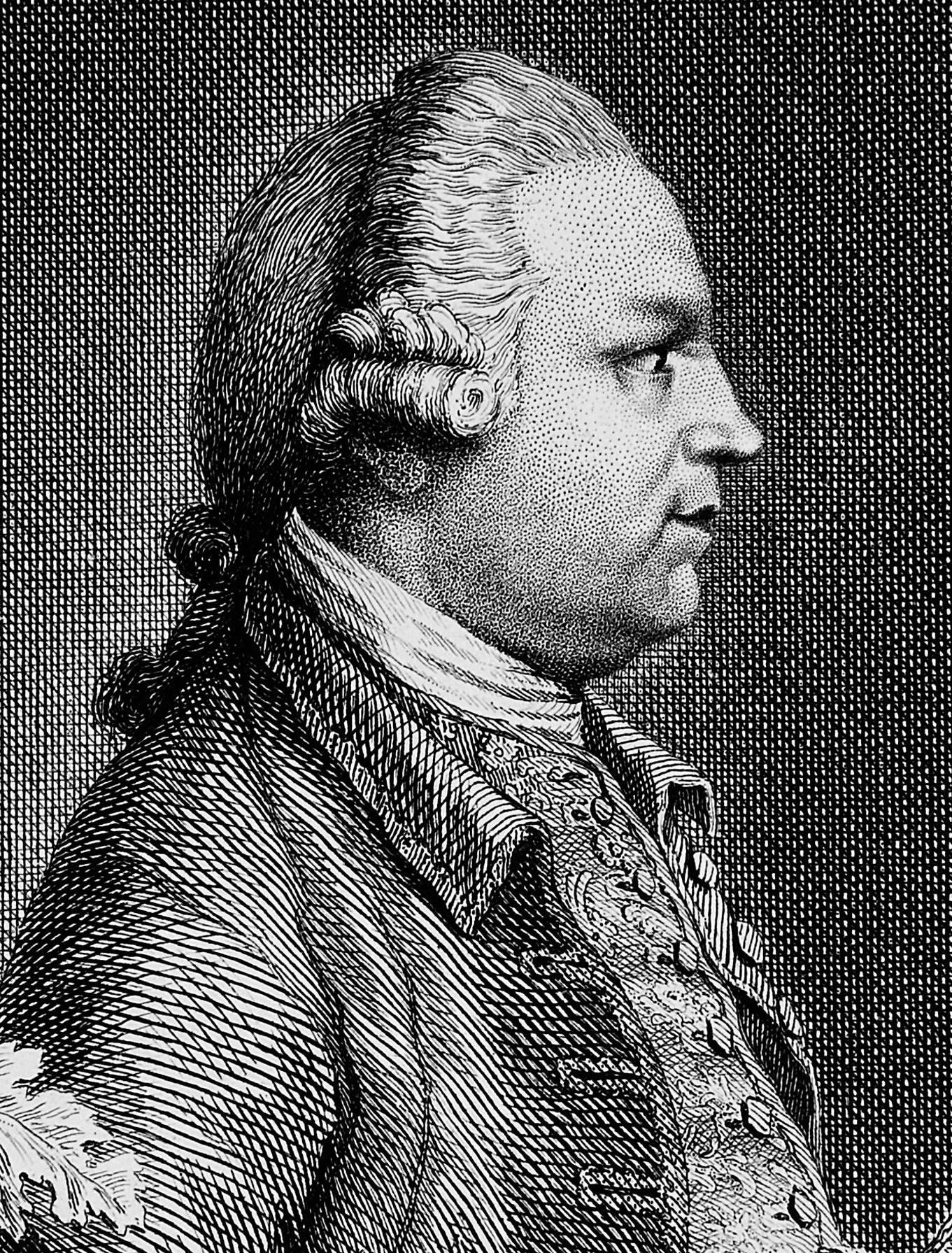
約翰·塞巴斯蒂安·米勒畫像，由C. F. Maillet所繪製

約翰·塞巴斯蒂安·米勒（1715年—1792年）是在英國倫敦活躍的德國雕刻家和植物學家。
他出生於紐倫堡，曾接受約翰·克里斯托夫·維格爾的訓練，並於1744年與他的兄弟建築雕刻家托比亞斯（Tobias）共同在英國度過了一生。 他與切爾西草藥園的菲利普·米勒一起工作。
他早期的作品以J. S.Müller或J. S. Miller為筆名，但1760年後，他使用John Miller為簽名。
他的作品包括二十部分系列Illustratio Systematis Sexualis Linnaei（林奈的性系統插圖），這有助於將卡爾·林奈的作品普及到英文讀者。
他還曾與第三代比特伯爵約翰·斯圖爾特合著了植物表（Botanical Tables，1785）。
此外，他曾於1762年至1788年在皇家文藝學會與皇家藝術研究院展出他的風景畫作以及雕刻品。
他曾兩度結婚，二十七個孩子中有兩名兒子約翰·弗雷德里克·米勒與詹姆斯·米勒（James Müller或Miller）也成為著名的插畫家。
在引用以该人命名的植物學名時，命名人的標準縮寫是J.S.Muell.。

## 著作
- The Figures of the most beautiful, useful, and uncommon plants (1760)
- Illustratio Systematis Sexualis Linnaei (1770-1777)
- Botanical Tables (1785)

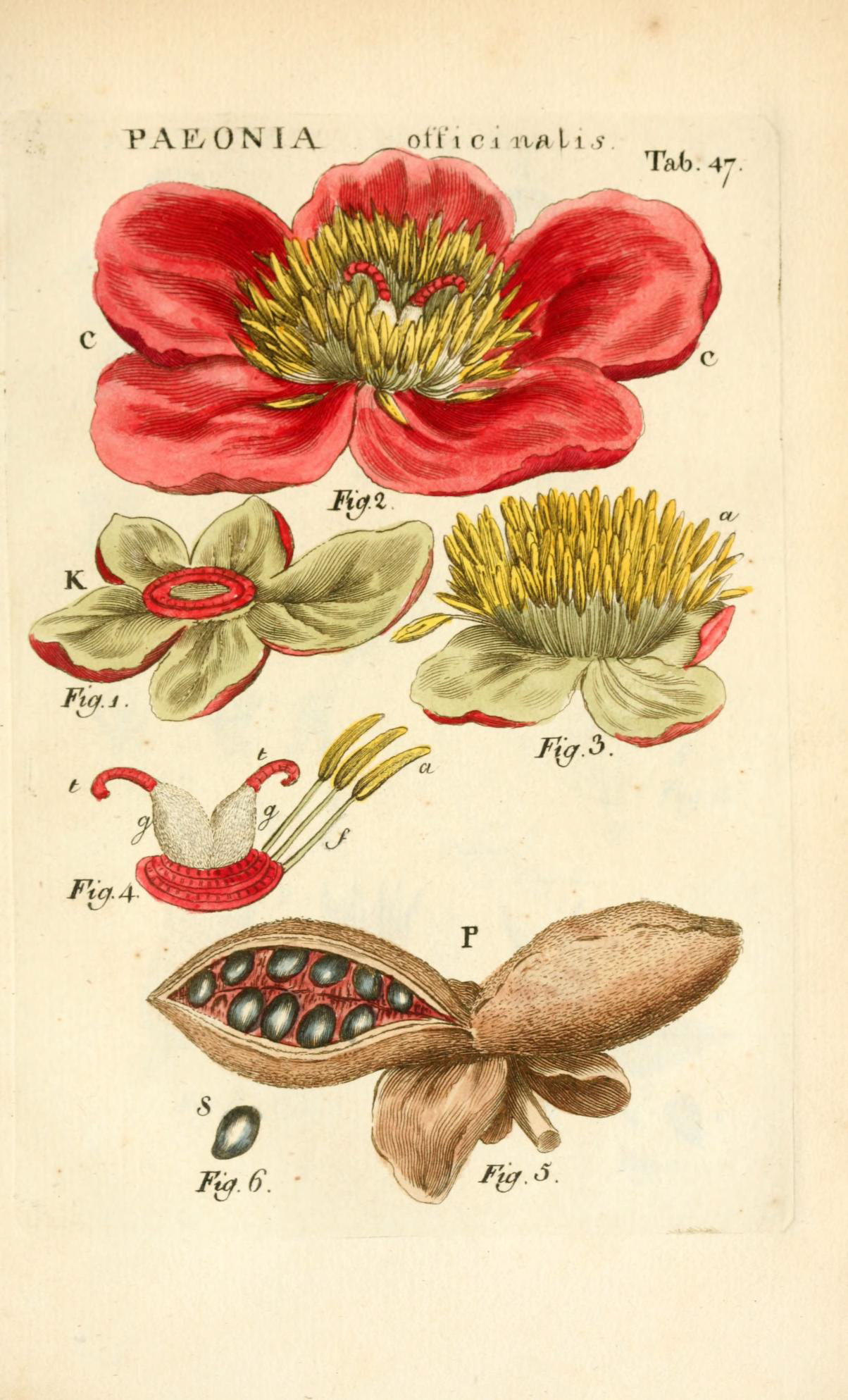
Illustratio systematis sexualis Linnaeani中的荷蘭芍藥（英语：Paeonia officinalis）插畫。
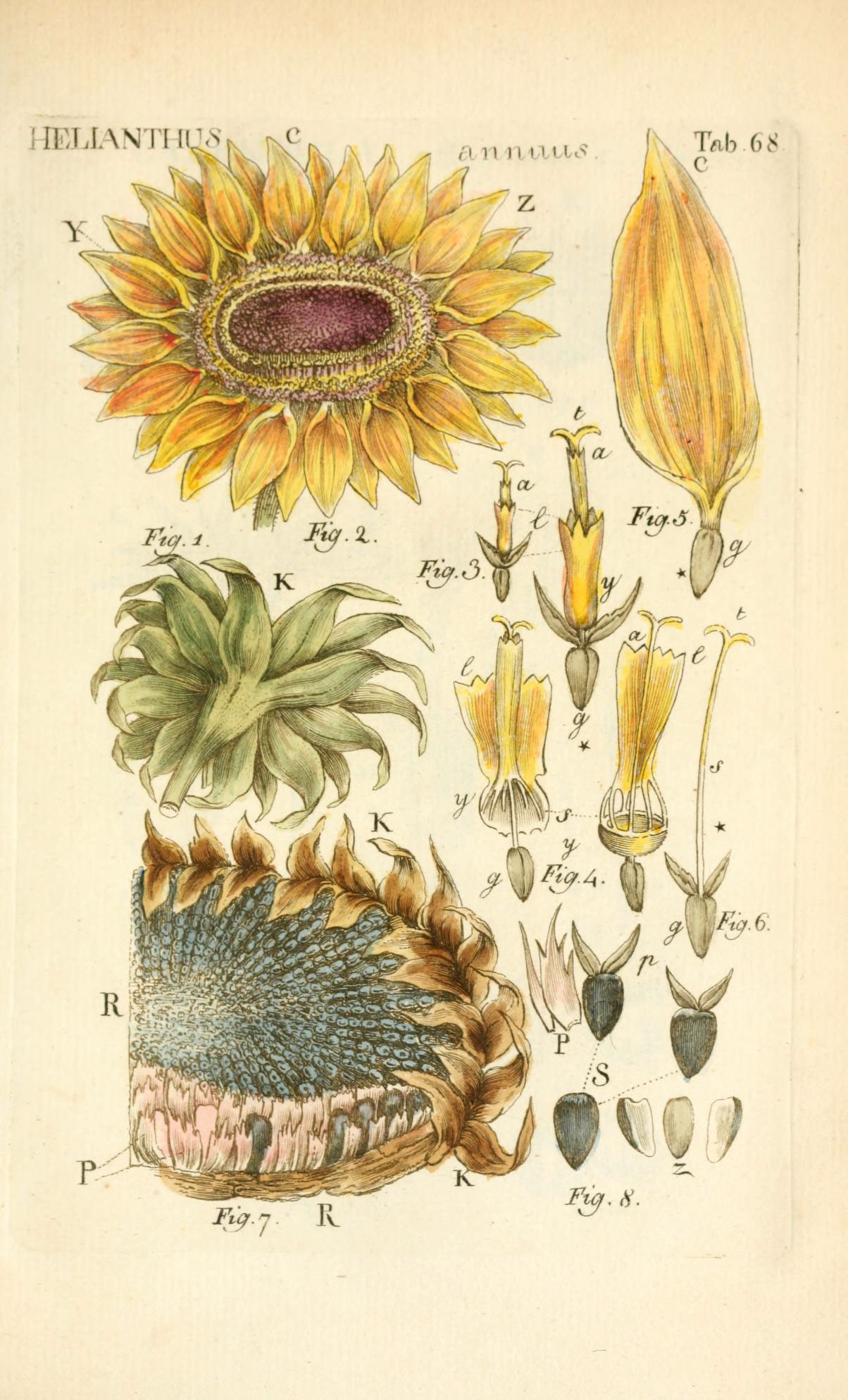
Illustratio systematis sexualis Linnaeani中的向日葵插畫。
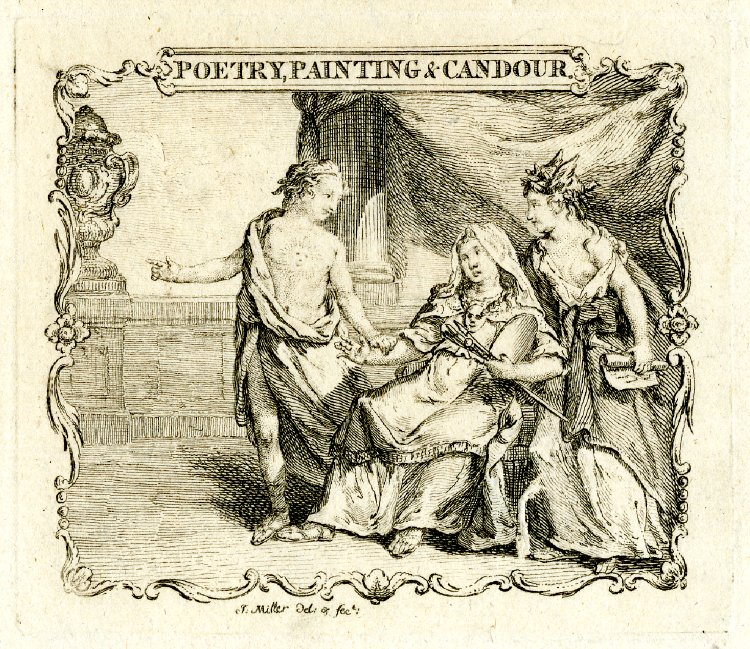
詩、畫與燭（"Poetry, Painting & Candour"）。

## 外部連結
- 维基共享资源上的相關多媒體資源：John Miller
- 維基物種上的相關：John Miller